# Хогвортс: Непотпун и непоуздан водич
Хогвортс: Непотпун и непоуздан водич (енгл. Hogwarts: An Incomplete and Unreliable Guide) је електронска књига коју је написала Џ. К. Роулинг, водич за Хогвортс и његове тајне. Објављена је 6. септембра 2016. на више језика истовремено.

## Историја објављивања
Ова књига је објављена у исто време као и друге две:
- Кратке приче из Хогвортса о моћи, политици и досадним полтергајстима
- Кратке приче из Хогвортса о хероизму, тешкоћама и опасним хобијима